# Money Sucks, Friends Rule
Money Sucks, Friends Rule è il primo album discografico in studio del musicista di musica elettronica statunitense Dillon Francis, pubblicato nel 2014.

## Tracce
1. All That (featuring Twista & Rej3ctz) – 3:09
2. Get Low (con DJ Snake) – 3:32
3. When We Were Young (con Sultan + Ned Shepard featuring The Chain Gang of 1974) – 3:19
4. Set Me Free (con Martin Garrix) – 4:07
5. Drunk All the Time (featuring Simon Lord) – 3:47
6. Love in the Middle of a Firefight (featuring Brendon Urie dei Panic! at the Disco) – 3:19
7. Not Butter – 4:01
8. I Can't Take It – 4:22
9. We Are Impossible (featuring The Presets) – 3:35
10. We Make It Bounce (featuring Major Lazer & Stylo G) – 4:10
11. What's That Spell (featuring TJR) – 4:26
12. Hurricane (featuring Lily Elise) – 3:35